# شورای رقابت
مرکز ملی  رقابت با هدف تسهیل فعالیت بخش خصوصی و به طور کلی‌تر عرصه اقتصادی و نوعی عامل برای کاهش ریسک در این بخش شکل گرفت تا بخش خصوصی با ورود به بازار نگران انحصارات و رقبای انحصارگر خود نباشد.
مرکز ملی رقابت براساس موضوع ماده ۵۳ قانون اصلاح موادی از قانون برنامه چهارم توسعه و اجرای سیاست‌های کلی اصل ۴۴ قانون اساسی تشکیل شده‌است.
در سال ۱۳۸۹ سازمانی با نام مرکز ملی رقابت بر اساس مادۀ ۵۴ قانون اجرای سیاست‌های کلی اصل ۴۴ قانون اساسی تأسیس شد. مرکز ملی رقابت مؤسسه‌ای دولتی است که به‌صورت مستقل زیر نظر رئیس جمهور ایران فعالیت می‌کند.
ریاست این مرکز را سید محمدرضا سید نورانی بر عهده دارد.

## تاریخچه
قوانین ضد انحصار یا ایجاد رقابت و مجریان این قوانین از سال‌های بسیار دور در بیش از ۱۴۰ کشور جهان شکل گرفته و اشتغال به رصد نمودن بازار و رفع موانع آن دارند. با پیگیری و تلاش بعضی از اقتتصاددانان کشور این مهم به تدریج ضرورت حضور خود را در اقتصاد ایران نشان داد. پذیرش نیاز ضروری به قوانین و جایگاهی برای رفع اختلال‌ها و انحصارها در بازارهای اقتصاد ایران موجب شد که نخستین گروه از خبرگان مسایل بازار در معاونت برنامه‌ریزی طی جلسات طولانی به طراحی چارچوب قوانین و ضرورت‌های ایجاد قانون رقابت‌مندی یافتند.
انتظار می‌رفت که به علت بیگانگی بسیاری از دست اندکاران دولتی و مجلس با این مهم که در اقتصاد ایران بی‌سابقه بود، روند عبور از پیش‌نویس اولیه قوانین از مراحل و شوراهای مختلف و به خصوص هیئت دولت تا تبدیل شدن آن به شکل لایحه و ورود تصمیم‌گیری به مجلس شورای اسلامی به طول انجامد. این لایحه در پیچ و خم مراحل بررسی و تصویب تا ورود لایحه اصلاحات اصل ۴۴ قانون اساسی به طول انجامید.
در نهایت لایحه رقابت‌مندی بازار در لایحه اصلاحات اصل ۴۴ قانون اساسی ادغام و با وجود اشکالات شورای نگهبان بالاخره با تأیید مجمع تشخیص مصلحت در تاریخ ۲۵/۳/۱۳۸۲ به مجلس ارسال و سپس در تاریخ ۳۱/۴/۱۳۸۷در چارچوب مجموعه قوانین و مقررات اجرایی به دولت ابلاغ گردید.
مجدداً به دلیل نبود سابقه‌ای مشابه در اقتصاد ایران که مکان خالی آن را آشکار نماید از زمان تصویب قانون تا زمانی که با تلاش وزارت اقتصاد و دارایی به عنوان مسئول راه‌اندازی مرکز ملی رقابت که رکن اصلی قانون رقابت‌مندی بازار تعیین شده بود حدود یک سال به طول انجامید و بالاخره در تاریخ ۷/۵/۱۳۸۸ اولین جلسه غیررسمی مرکز ملی رقابت با حضور عمده اعضا (غیر از نمایندگان معاونت برنامه‌ریزی و راهبردی ریاست جمهور، وزارت صنایع و معادن و اتاق بازرگانی) برگزار شد.

## ترکیب اعضا
ترکیب اعضای مرکز ملی رقابت به‌شرح زیر است:
- سه نماینده مجلس از بین اعضای کمیسیون‌های اقتصادی، برنامه و بودجه و محاسبات و صنایع و معادن، از هر کمیسیون یک نفر به‌انتخاب مجلس شورای اسلامی به‌عنوان ناظر.
- دو نفر از قضات دیوان عالی کشور به‌انتخاب و حکم رئیس قوه قضائیه.
- دو صاحب‌نظر اقتصادی برجسته به‌پیشنهاد وزیر امور اقتصادی و دارایی و حکم رئیس جمهور.
- یک حقوقدان برجسته و آشنا به حقوق اقتصادی به‌پیشنهاد وزیر دادگستری و حکم رئیس جمهور.
- دو صاحب‌نظر در تجارت به‌پیشنهاد وزیر بازرگانی و حکم رئیس جمهور.
- یک صاحب‌نظر در صنعت به‌پیشنهاد وزیر صنایع و معادن و حکم رئیس جمهور.
- یک صاحب‌نظر در خدمات زیربنایی به‌پیشنهاد رئیس سازمان مدیریت و برنامه‌ریزی کشور و حکم رئیس جمهور.
- یک متخصص امور مالی به‌پیشنهاد وزیر امور اقتصادی و دارایی و حکم رئیس جمهور.
- یک نفر به‌انتخاب اتاق بازرگانی، صنایع و معادن ایران.
- یک نفر به‌انتخاب اتاق تعاون مرکزی جمهوری اسلامی ایران.[۴]

## اعضای کنونی (دوره سوم)
- سید محمدرضا سید نورانی، رئیس مرکز ملی رقابت
- محمود دودانگه، نائب‌رئیس مرکز
- محسن بهرامی ارض اقدس
- مهدی ناصری دولت‌آبادی
- عبدالحمید مرتضوی
- محمد جلیلیان
- مظفر انصاری
- ولی رستمی
- محمد فاطمیان
- ناهید پوررستمی
- روح‌الله ایزدخواه
- مهدی طغیانی
- بهروز محبی نجم‌آبادی
- محسن صالحی‌نیا